# Zamfir
Zamfir (bułg. Замфир) – wieś w Bułgarii, w obwodzie Montana, w gminie Łom. Według danych szacunkowych Ujednoliconego Systemu Ewidencji Ludności oraz Usług Administracyjnych dla Ludności, 15 czerwca 2020 roku miejscowość liczyła 895 mieszkańców. Nazwa miejscowości wywodzi się od miejscowego komunisty i partyzanta Zamfira Dimitrowa Chadżijskiego (1899–1943). Wcześniejszą nazwą było Dyłgoszewci.